# Cylindropuntia lindsayi
Cylindropuntia lindsayi är en kaktusväxtart som först beskrevs av Rebman, och fick sitt nu gällande namn av Rebman. Cylindropuntia lindsayi ingår i släktet Cylindropuntia, och familjen kaktusväxter. Inga underarter finns listade i Catalogue of Life.